# すべての歌に懺悔しな!! -桑田佳祐 LIVE TOUR '94-
『すべての歌に懺悔しな!! -桑田佳祐 LIVE TOUR '94-』（すべてのうたにざんげしな くわたけいすけライブツアーきゅうじゅうよん）は、桑田佳祐のライブビデオ。1994年12月21日にVHSおよびLDが発売された。2001年12月5日にはDVDにて再発された。発売元はビクターエンタテインメント。
DVDについては、初回生産分で一部トラックに音声不良が生じたためメーカー回収・交換対応となり、次回生産分以降で修正された（判別のため、修正盤はパッケージにDVD-Videoロゴが記載されたシールが貼付されたほか、盤面のタイトルロゴの色が変更された）。

## 背景
1994年9月29日から同年12月31日まで行われた全国ツアー「さのさのさ」の模様と裏側に密着したドキュメントを収録した映像作品。

## 収録曲
1. 漫画ドリーム
2. ミス・ブランニュー・デイ（サザンオールスターズ）
3. エロスで殺して (ROCK ON)
4. しゃアない節
5. 飛べないモスキート (MOSQUITO)
6. 月
7. 悲しみはメリーゴーランド（サザンオールスターズ）
8. 悲しい気持ち (JUST A MAN IN LOVE)
9. 祭りのあと
10. 貧乏ブルース
11. ボディ・スペシャルII（サザンオールスターズ）
12. すべての歌に懺悔しな!!
13. ヨイトマケの唄（美輪明宏）

### ボーナストラック
- 1993年及び1994年に発売された桑田ソロ作品のミュージック・ビデオ[1]。
- VHSおよびLDでは、初回限定特典として14と15の2曲のみ収録された。DVDでは、全生産分に3曲が収録された。

1. 真夜中のダンディー
2. 月
3. 祭りのあと

## 参加ミュージシャン
- 桑田佳祐:Vocal, Guitar[3]
- 小倉博和:Guitar[3]
- 斎藤誠:Guitar[3]
- 琢磨仁:Bass[3]
- 小田原豊:Drums[3]
- 片山敦夫:Keyboards[3]
- 包国充:Sax[3]
- 今野多久郎:Percussion[3]